# Даниель, Перси Джон
Перси Джон Даниель (или Дэниэл, англ. Percy John Daniell; 9 января 1889 — 25 мая 1946) — британский и американский математик. В серии статей, опубликованных между 1918 и 1928 годами, он развил и расширил обобщённую теорию интегрирования и дифференцирования, которая сегодня известна как «схемы Даниеля».
Даниель родился в Вальпараисо, Чили. Его семья вернулась в Англию в 1895 году. Даниель посещал школу короля Эдуарда в Бирмингеме и продолжил обучение в Кембридже. Даниель стал прикладным математиком / физиком-теоретиком. За год он преподавал в Университете Ливерпуля, а затем он был назначен в новый Rice Institute в Хьюстоне, Техас. Rice Institute отправил его на год в Геттингенский университет учится у Макса Борна и Давида Гильберта. Даниель работал в Rice Institute с 1914 по 1923 годы, и вернулся в Англию на должность в Университете Шеффилда.
Во время Второй мировой войны Даниель был советником британского министерства снабжения. Напряжение от работы во время войны привело к серьезному ухудшению здоровья. Он умер 25 мая 1946 года.

## Труды
- Daniell, Percy John (1918), «A general form of integral», «Annals of Mathematics» «'19»': 279-94.
- ------ (1919a), «Integrals in an infinite number of dimensions», «Annals of Mathematics» «'20»': 281-88.
- ------ (1919b), «Functions of limited variation in an infinite number of dimensions», «Annals of Mathematics» «'21»': 30-38.
- ------ (1920), «Further properties of the general integral», «Annals of Mathematics» «'21»': 203-20.
- ------ (1921), «Integral products and probability», «American Journal of Mathematics» «'43»': 143-62.